# Gulbent flugsnappare
Gulbent flugsnappare (Muscicapa sethsmithi) är en fågel i familjen flugsnappare inom ordningen tättingar.

## Utseende och läte
Gulbent flugsnappare gör skäl för sitt namn med helt unikt gula ben, men även gul näbb. Fjäderdräkten är övervägande gråaktig med vit buk, vit strupe och enfärgat grått bröst. Lästet är en fallande vissling, "tzeer", medan sången besåtr av en serie sträva toner, "dji-dji-dji-dji!".

## Utbredning och systematik
Fågeln förekommer i Afrika från södra Nigeria och Kamerun till Gabon, Kongo-Kinshasa och västra Uganda samt ön Bioko. Den behandlas som monotypisk, det vill säga att den inte delas in i några underarter.

## Levnadssätt
Gulbent flugsnappare hittas i skogsbryn och gläntor. Där håller den sig i de lägre skikten.

## Status
Arten har ett stort utbredningsområde och beståndet anses vara stabilt. Internationella naturvårdsunionen IUCN listar den därför som livskraftig (LC).